# Aucassin et Nicolette

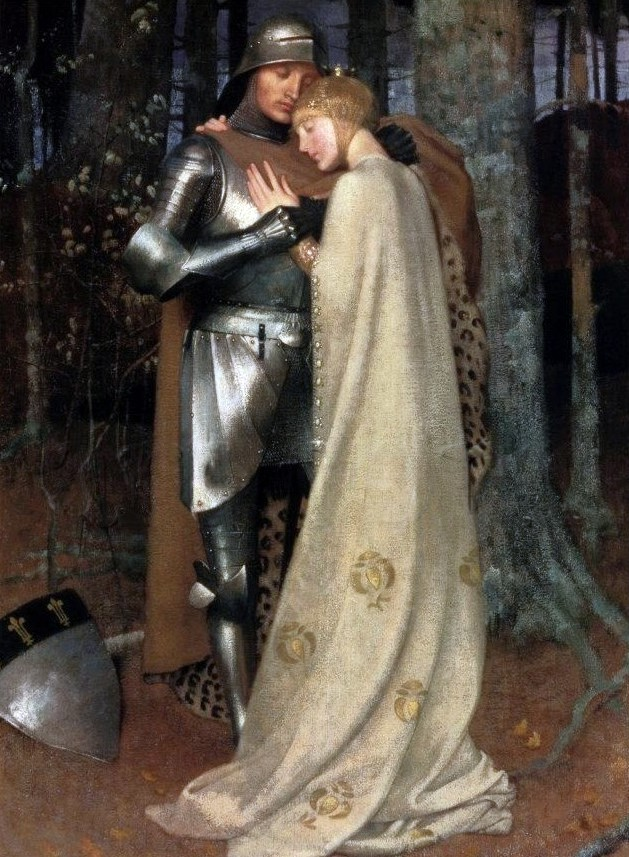
Aucassin und Nicolette, Ölgemälde von Marianne Stokes

Aucassin et Nicolette ist ein literarisches Werk der altfranzösischen Literatur, das vermutlich um 1225 von einem unbekannten Autor verfasst wurde.
Diese chantefable, wie der in pikardischem Dialekt schreibende Autor sein Werk nennt, ist das erste Prosimetrum (Mischung aus Prosa- und Versen) der franz. Literatur. Es erzählt in 21 Vers- und 20 Prosapassagen mit Sympathie und feinem Humor die Geschichte. Das nicht sehr lange Werk zeugt nicht nur von der Kunst, sondern auch von der Belesenheit seines Autors, denn es enthält zahlreiche, teils parodistische Anlehnungen an die Literatur der Zeit, z. B. an die Chanson de geste, die höfische Lyrik, den höfischen Roman, den Tristan-und-Isolde-Roman, den neuen Prosa-Ritterroman usw. Das Werk ist nur in einer einzigen Handschrift erhalten geblieben.

## Inhalt

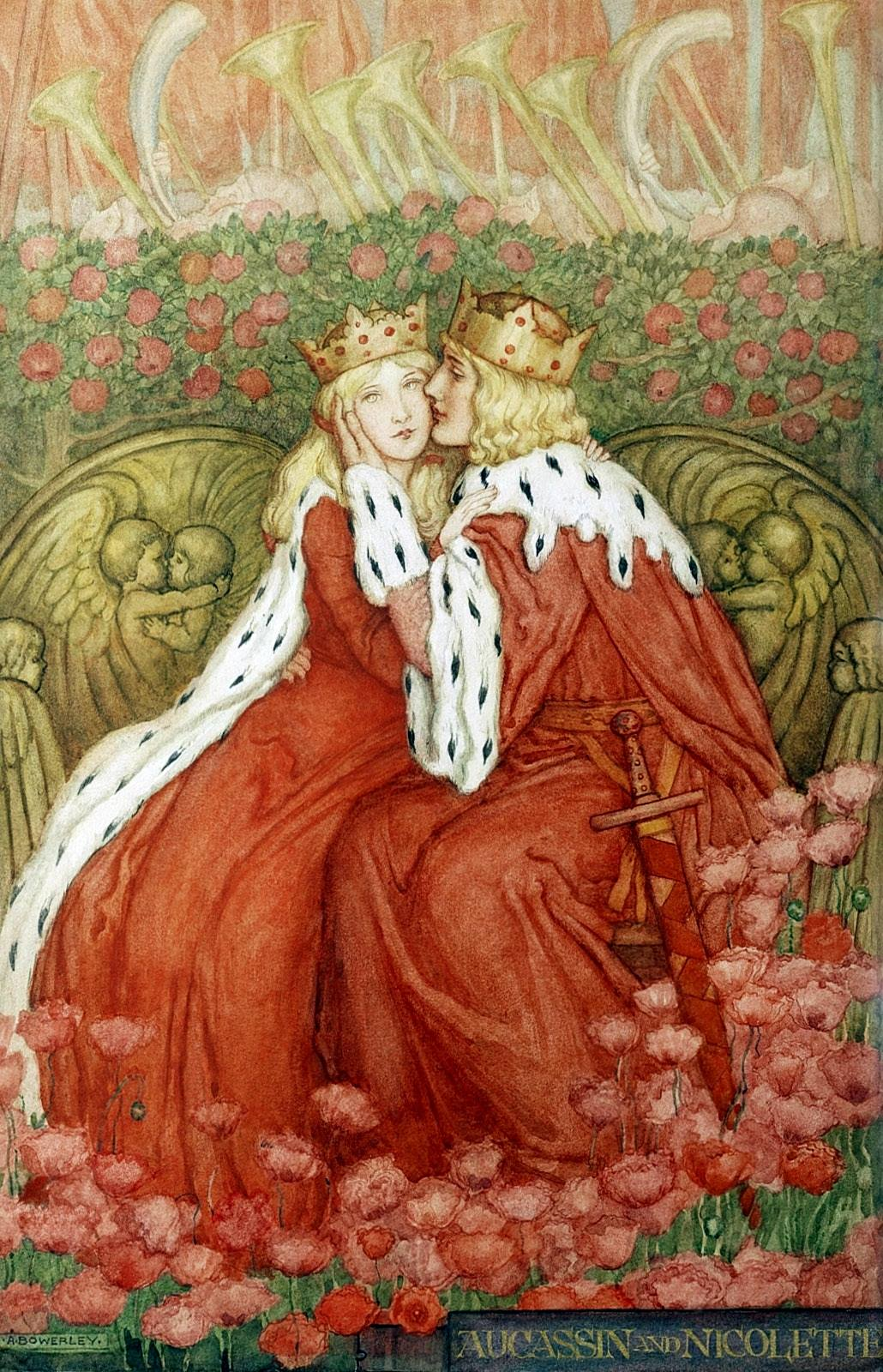
Aucassin and Nicolette von Amelai Bauerle (um 1902)

Aucassin, der Sohn des Grafen von Beaucaire, liebt die schöne Nicolette, eine Sarazenin, die ein gräflicher Beamter einst als Kind auf dem Sklavenmarkt erworben, getauft und bei sich aufgezogen hat. Als Feinde die Grafschaft angreifen, erklärt Aucassin seinem Vater, dass er nur dann in den Kampf zieht, wenn er Nicolette heiraten darf, doch der Graf lehnt diese Mesalliance ab. Auch der Beamte versucht Aucassin die Heirat auszureden und sperrt, als das nichts nützt, Nicolette ein. Sie kann aber fliehen und tröstet durch eine Mauerspalte Aucassin, der inzwischen seinerseits im Kerker sitzt, weil er im Kampf zwar Heldentaten vollbracht, danach jedoch neuen Streit mit dem unbeugsamen Vater gehabt hat. Sie baut sich nun eine Hütte im Wald und sendet ihm, als er endlich frei ist, Lebenszeichen von dort.
Nachdem er sie gefunden hat, gehen sie gemeinsam in ein fremdes Land, werden dort aber bei einem Überfall nordafrikanischer Seeräuber gefangen und getrennt verschleppt. Während Aucassin durch einen Schiffbruch just bei Beaucaire wieder freikommt, vom Tod seines Vaters erfährt und neuer Graf wird, gerät Nicolette nach Karthago. Hier stellt sich heraus, dass sie die geraubte Tochter des dortigen Königs ist, der sie sogleich mit einem muslimischen Fürsten verheiraten will. Sie flieht und schlägt sich bis Beaucaire durch, wo sie als Spielmann verkleidet Aucassin ihrer beider Geschichte vorträgt. Als er ergriffen den vermeintlichen Spielmann bittet, ihm die Geliebte zu suchen, kommt es zum Happy End.

## Rezeption
Die komische Oper Aucassin et Nicolette ou Les mœurs du bon vieux temps des französischen Komponisten André-Ernest-Modeste Grétry basiert auf einer modernisierten Version der Geschichte aus der Feder von Jean-Baptiste de La Curne de Sainte-Palaye, die 1756 unter dem Titel Les amours du bon vieux tems erschienen ist.

## Ausgaben
- Die Geschichte von Aucassin und Nicolette. Insel-Bücherei Nr. 14. Übertragen von Paul Hansmann, Nachwort von Manfred Naumann. Insel-Verlag, Leipzig 1967.
- Wolfgang Lange (Hrsg.): Die Geschichte von Aucassin und Nicolette. Insel-Verlag, Frankfurt/M. 1987, ISBN 3-458-19071-6.
- Jean Dufournet (Hrsg.): Aucassin et Nicolette. Flammarion, Paris 1995, ISBN 2-08-070261-0.